# 2015年神奈川県知事選挙
2015年神奈川県知事選挙（2015ねんかながわけんちじせんきょ）は、2015年（平成27年）4月12日の第18回統一地方選挙において投開票が行われた、神奈川県知事を選出するための選挙である。投票の結果、現職の黒岩祐治が再選を果たした。

## 概要
任期満了に伴い実施された県知事選挙であり、2期目を目指す現職の黒岩祐治に新人の岡本一が挑む構図となった。

## 立候補者
| 候補者名（読み方）          | 年齢 | 党派                                                         | 肩書き                 |
| --------------------------- | ---- | ------------------------------------------------------------ | ---------------------- |
| 黒岩祐治（くろいわ ゆうじ） | 60   | 無所属（自由民主党・民主党・公明党・日本を元気にする会推薦） | 元フジテレビキャスター |
| 岡本一（おかもと はじめ）   | 69   | 無所属（日本共産党推薦）                                     | 元神奈川労連副議長     |

## 選挙データ

### 告示日・執行日
- 告示日：2015年（平成27年）3月26日[3]
- 執行日：2015年（平成27年）4月12日[3]

### 同日選挙
- 神奈川県議会議員選挙（4月3日 告示、任期満了に伴う）[3]
- 相模原市長選挙（3月29日 告示、任期満了に伴う）[3]
- 横浜市議会議員選挙（4月3日 告示、任期満了に伴う）[3]
- 川崎市議会議員選挙（4月3日 告示、任期満了に伴う）[3]
- 相模原市議会議員選挙（4月3日 告示、任期満了に伴う）[3]

## 選挙結果
※当日有権者数：7,304,530人 最終投票率：40.71%（前回比：-4.53pts）
| 候補者名 | 年齢 | 所属党派 | 新旧別 | 得票数      | 得票率 | 推薦・支持                                       |
| -------- | ---- | -------- | ------ | ----------- | ------ | ------------------------------------------------ |
| 黒岩祐治 | 60   | 無所属   | 現     | 2,195,764票 | 76.73% | （推薦）自民・民主党・公明党・日本を元気にする会 |
| 岡本一   | 69   | 無所属   | 新     | 665,751票   | 23.27% | （推薦）共産                                     |

出典：“神奈川県知事選挙の結果” (PDF).   神奈川県選挙管理委員会. 2020年7月24日閲覧。